# Женитьба Бальзаминова (фильм, 1964)
«Жени́тьба Бальзами́нова» — советский художественный фильм 1964 года, снятый по мотивам трилогии А. Н. Островского «Праздничный сон — до обеда», «Свои собаки грызутся, чужая не приставай!», «Женитьба Бальзаминова (За чем пойдёшь, то и найдёшь)».

## Сюжет
Действие фильма происходит в Москве в XIX веке. Мелкий чиновник Миша Бальзаминов (Георгий Вицин) и его маменька (Людмила Шагалова) мечтают о браке по расчёту.
Бальзаминов с утра пораньше старается разгадать смысл сна, обещающего скорую женитьбу, и решает, что сон вещий. Появляется сваха (Лидия Смирнова) с сообщением о подходящей невесте. Собираясь в гости к Ничкиным, Миша уже мечтает о том, как потратит приданое.
Бальзаминов с маменькой идут пешком через всю Москву. По дороге мать учит его «французским» словам: «променаж», «гольтепа», «ассаже» — в надежде, что это поможет её Мише предстать в выгодном свете.
В ожидании гостей подруга Устинька (Людмила Гурченко) наставляет Капочку Ничкину (Жанна Прохоренко) быть посмелее с женихом. Но сватовство кончается неудачей: Бальзаминовых выставляет из дому дядя невесты (Николай Крючков), не позволивший своей сестре — матери невесты (Тамара Носова) — транжирить капитал на «голодранца».
После первой неудачи Бальзаминов пытается приударить за двумя богатыми женщинами сразу. С молодой и разбитной насмешницей (Надежда Румянцева) у него не выгорает, и в результате он женится на властной купчихе Домне Белотеловой, обладательнице огромного состояния (Нонна Мордюкова). Финальным «слоганом» звучит утешительная сентенция маменьки: «Ничего, Миша, с деньгами-то мы и без ума проживём!..».

## Съёмки
Фильм снимался в Суздале. Некоторые сцены снимались во Владимире на Георгиевской улице (тогда улица Красного Профинтерна) около Старой аптеки.
Георгию Вицину, который играл двадцатипятилетнего, во время съёмок было уже 46. Людмила Шагалова, сыгравшая роль матушки героя, была на 6 лет его моложе. Вицина перед каждой съёмкой долго и тщательно гримировали, чтобы он выглядел помоложе. В массовке снимались многие суздальцы.

## В ролях
- Георгий Вицин — Михайло Дмитриевич (Миша) Бальзаминов
- Людмила Шагалова — Павла Петровна Бальзаминова, вдова, матушка Миши
- Лидия Смирнова — Акулина Гавриловна Красавина, сваха
- Екатерина Савинова — Матрёна, кухарка Бальзаминовых
- Жанна Прохоренко — Капочка Ничкина
- Людмила Гурченко — Устинька, подруга Капочки
- Тамара Носова — Ничкина, мать Капочки
- Николай Крючков — Неуеденов, дядя Капочки
- Ролан Быков — Лукьян Лукьянович Чебаков, офицер в отставке
- Инна Макарова — Анфиса Пежёнова, старшая сестра
- Надежда Румянцева — Раиса Пежёнова, младшая сестра
- Татьяна Конюхова — Химка, горничная девочка Пежёновых
- Нонна Мордюкова — Домна Евстигнеевна Белотелова, купчиха, вдова
- Григорий Шпигель — городовой
- Филимон Сергеев — башмачник
- Анатолий Обухов — монах-писарь (нет в титрах)
- Наталья Крачковская — гулящая / приживалка Белотеловой (нет в титрах)

## Съёмочная группа
- Режиссёр: Константин Воинов
- Сценарий: Константин Воинов
- Оператор: Георгий Куприянов
- Художник: Феликс Ясюкевич
- Композитор: Борис Чайковский
- Дирижёр: Эмин Хачатурян
- Звукооператор: Владимир Крачковский
- Монтаж: Т. Зинчук
- Директор картины: Л. Кушелевич

## Награды
- Государственная премия РСФСР имени братьев Васильевых (1973) — Нонне Мордюковой.

## Телепередачи о фильме
- «„Женитьба Бальзаминова“: сосватать по-русски!» («Мир», 2021)[1].

## Память о фильме
- В парке культуры и отдыха города Зеленогорска, Санкт-Петербург, установлена скульптура, изображающая Г. Вицина в роли Бальзаминова[2].
- Памятник Георгию Вицину в образе Михаила Бальзаминова из фильма «Женитьба Бальзаминова» был открыт в Суздале 27 июля 2024 года. Его установили на Старой улице[3].